# Heteromorpha papillosa
Heteromorpha papillosa är en flockblommig växtart som beskrevs av C.C.Towns. Heteromorpha papillosa ingår i släktet Heteromorpha och familjen flockblommiga växter. Inga underarter finns listade i Catalogue of Life.